# 6 a.C.
6 a.C. foi um ano comum do século I a.C. que durou 365 dias. De acordo com o Calendário Juliano, o ano teve início e terminou a uma sexta-feira. a sua letra dominical foi C.
| Ano completo                       |
| ---------------------------------- |
| Ano comum com início à sexta-feira |

## Eventos
- Décimo Lélio Balbo e Caio Antíscio Veto, cônsules romanos Tibério se retira para Rodes